# Escola Jorge Barbosa

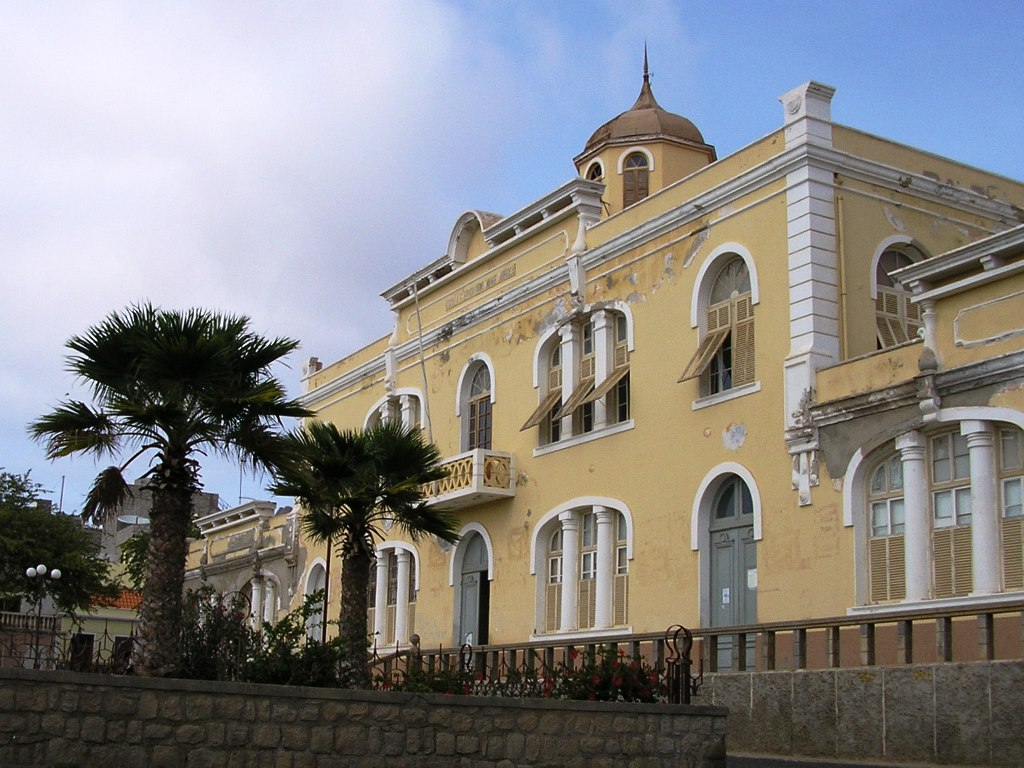
Escola Jorge Barbosa

Die Escola Jorge Barbosa ist eine Schule im Osten von Mindelo auf kapverdischen Insel São Vicente. Sie befindet sich östlich des Stadtzentrums im Stadtteil Fonte Cônego.  Sie ist nach dem kapverdischen Schriftsteller Jorge Barbosa benannt und heute ein Campus der Universität Kap Verde.
Im Norden befindet sich die Rua Franz Fanon, im Süden die Avenida Fernando Ferreira Forte. Im Westen wird das Gebäude durch einen kleinen Park mit einem Denkmal für Adriano Durante (1892–1961) vom ehemaligen Gouverneurspalast, dem heutigen Palácio de Povo getrennt.
Das rechteckige Gebäude besteht aus einem Ostflügel im späten Kolonialstil und einem modernen Westflügel.

## Geschichte
Die Schule wurde 1921 von den Portugiesen als Liceu Nacional de Infante D. Henrique gegründet. Damals war sie das dritte Lyceum auf den Kapverden. Später wurde es zu Ehren des Entdeckers der Insel São Vicente, Gil Eanes in Liceu Gil Eanes umbenannt. Nach der Unabhängigkeit der Kapverden erhielt es seinen heutigen Namen.
Die Schule spielte eine wichtige Rolle im kapverdischen Nationalismus vor Erlangung der Unabhängigkeit.
2005 hatte die Schule 1593 Schüler. Sie ist heute ein Campus der Universität Kap Verde.

## Bedeutende Studenten
- Orlanda Amarílis, Schriftsteller, 1940er Jahre[1]
- Amílcar Cabral, guinea-bissauischer Politiker, Klasse von 1943